# Aulacocephalus temminckii
Genre
Espèce
Aulacocephalus temminckii est une espèce de poissons de la famille des Serranidae. C'est la seule espèce de son genre Aulacocephalus.